# Lachi
Le lachi est une langue taï-kadaï, de la branche kadaï, parlée au Vietnam et en Chine, dans la province de Yunnan.

## Classification
Le lachi fait partie des langues kadaï, un des sous-groupes des langues taï-kadaï. En Chine, Les Lachi sont recensés par les autorités dans la nationalité yi.

## Phonologie
Les tableaux présentent les phonèmes du lachi parlé au Vietnam, les consonnes et les voyelles.

### Voyelles
|         | Antérieure  | Centrale | Postérieure |
| ------- | ----------- | -------- | ----------- |
| Fermée  | i [i]       |          | u [u]       |
| Moyenne | e [e]       | ə [ə]    | o [o]       |
| Ouverte | ɛ [ɛ] a [a] |          | ɔ [ɔ] ɑ [ɑ] |

### Consonnes
|              |              | Bilabiales | Alvéolaires | Alvéolaires | Alv.-p. | Dorsales  | Dorsales  | Dorsales | Glottales |
| ------------ | ------------ | ---------- | ----------- | ----------- | ------- | --------- | --------- | -------- | --------- |
| Centrales    | Latérales    | Bilabiales | Palatales   | Vélaires    | Alv.-p. | Uvulaires |           |          | Glottales |
| Occlusives   | Sourde       | p [p]      | t [t]       |             |         | c [c]     | k [k]     | q [q]    | ʔ [ʔ]     |
| Occlusives   | Aspirées     | ph [pʰ]    | th [tʰ]     |             |         |           | kh [kʰ]   | qh [qʰ]  |           |
| Occlusives   | Palatalisées | pj [pʲ]    | tj [tʲ]     |             |         |           |           |          |           |
| Occlusives   | Aspirées     | phj [pʲʰ]  | thj [tʲʰ]   |             |         |           |           |          |           |
| Occlusives   | Labialisées  |            |             |             |         |           | kw [kʷ]   |          |           |
| Occlusives   | Aspirées     |            |             |             |         |           | khw [kʷʰ] |          |           |
| Occlusives   | Sonore       | b [b]      |             |             |         |           |           |          |           |
| Occlusives   | Palatalisées | bj [bʲ]    |             |             |         |           |           |          |           |
| Fricatives   | sourdes      |            | s [s]       |             | ɕ [ɕ]   |           |           |          | h [h]     |
| Liquides     | Sonore       |            |             | l [l]       |         |           |           |          |           |
| Liquides     | Palatalisées |            |             | lj [lʲ]     |         |           |           |          |           |
| Nasales      | Sonore       | m [m]      | n [n]       |             | ɳ [ɳ]   |           | ŋ [ŋ]     |          |           |
| Nasales      | Palatalisées | mj [mʲ]    | nj [nʲ]     |             |         |           |           |          |           |
| Nasales      | Labialisées  |            |             |             |         |           | ŋw [ŋʷ]   |          |           |
| Nasales      | Syllabique   | m̩ [m̩]      |             |             |         |           | ŋ̩ʷ [ŋ̩ʷ]   |          |           |
| Nasales      | Pré-glott.   | ʔm̩ [ʔm̩]    |             |             |         |           | ʔŋ̩ [ʔŋ̩]   |          |           |
| Semi-voyelle | Simples      | w [w]      |             |             |         | j [j]     |           |          |           |

### Tons
Le lachi est une langue tonale qui possède six tons.